# Usine aéronautique de Smolensk
Usine aéronautique de Smolensk (en russe : Смоленский авиационный завод, Smolenski aviatsiony zavod), est une entreprise située à Smolensk, dans l'oblast éponyme.

## Historique
Société par actions depuis 1993, elle a été créée en 1926 comme Usine de réparation d'avions no 3. 
Elle fait partie de la holding Tactical Missiles Corporation située à Korolev, dans la banlieue de Moscou.
L'usine a été attaquée par des drones en janvier 2024, dans le cadre de la guerre russo-ukrainienne.

## Réalisations
- Grigorovich I-2

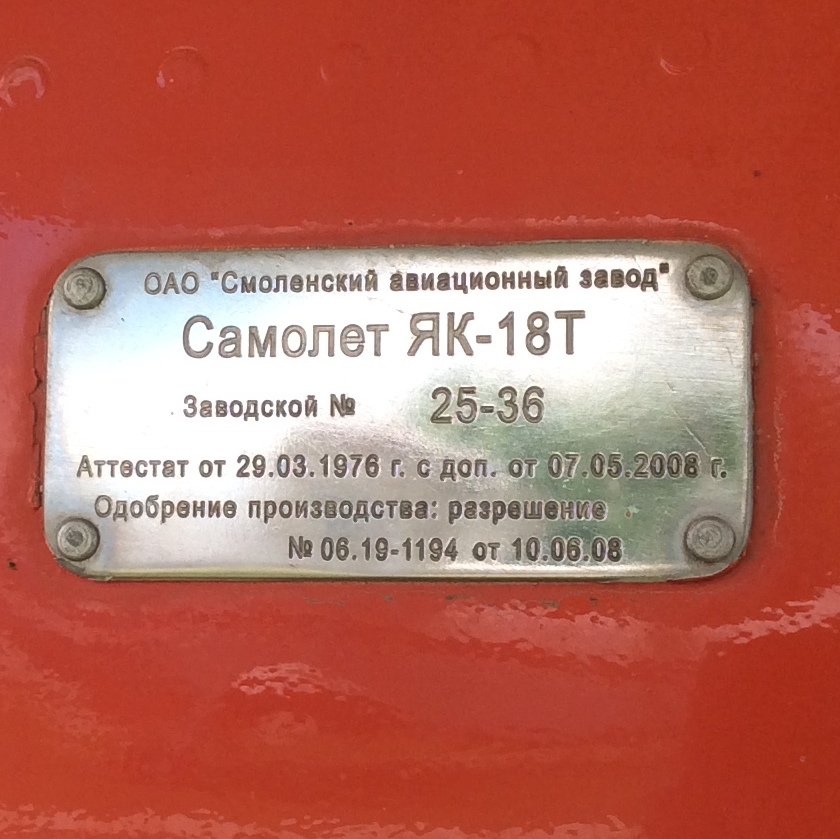
Plaque du fabricant sur un Yak-18.

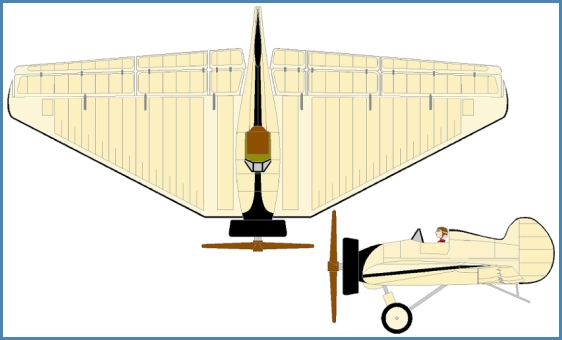
Un Bok-5.

- Polikarpov R-1, I-3, R-5, Po-2, I-15, I-16
- Tupolev TB-1/ANT-4, R-6/ANT-7, SB/ANT-40
- Bureau spécial de développement (БОК)  Chijevski BOK-1, BOK-5, BOK-7, BOK-15 avions stratosphérique.
- Iliouchine Il-2
- Lavotchkine La-5, La-7
- Missiles de croisière Kh-55
- Yakovlev Yak-3, Yak-7, Yak-9, Yak-11, Yak-18T, Yak-42, Yak-112
- Bakshaev A-2, VA-3/48, PM gliders
- Miassichtchev M-55
- Technoavia SM92 Finist, SM-94-1, SM-2000, SP-55M
- Sukhoi Su-38

### Sous son nom SM

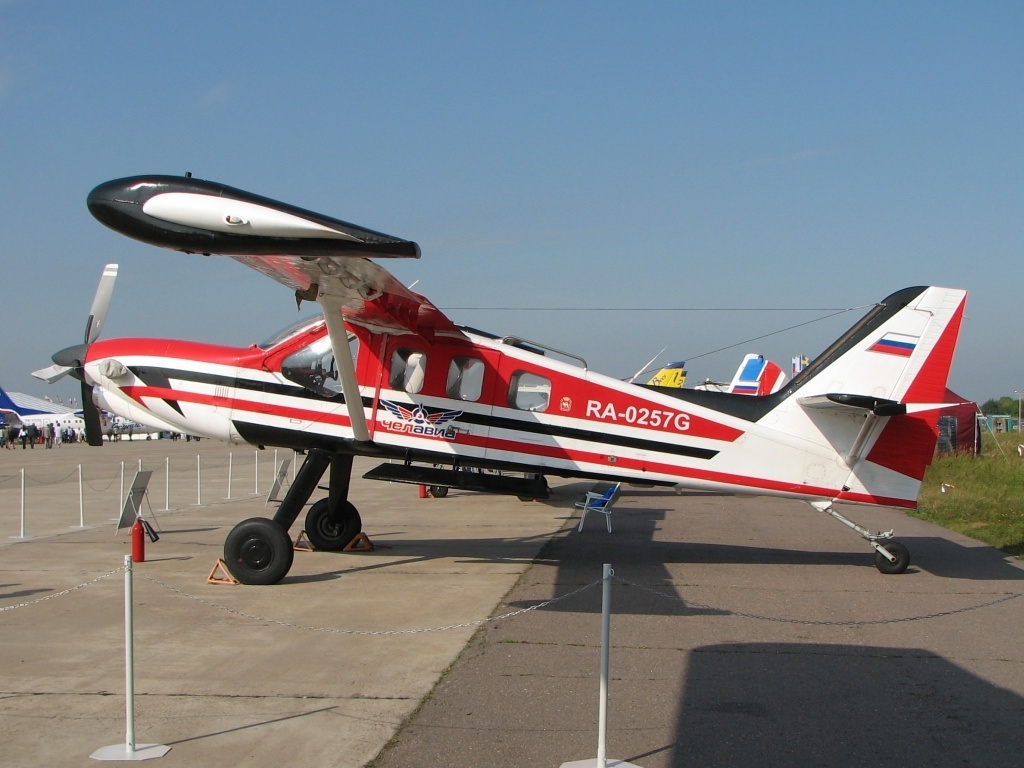
SМ-92 Finist, trente de produit depuis 1993.

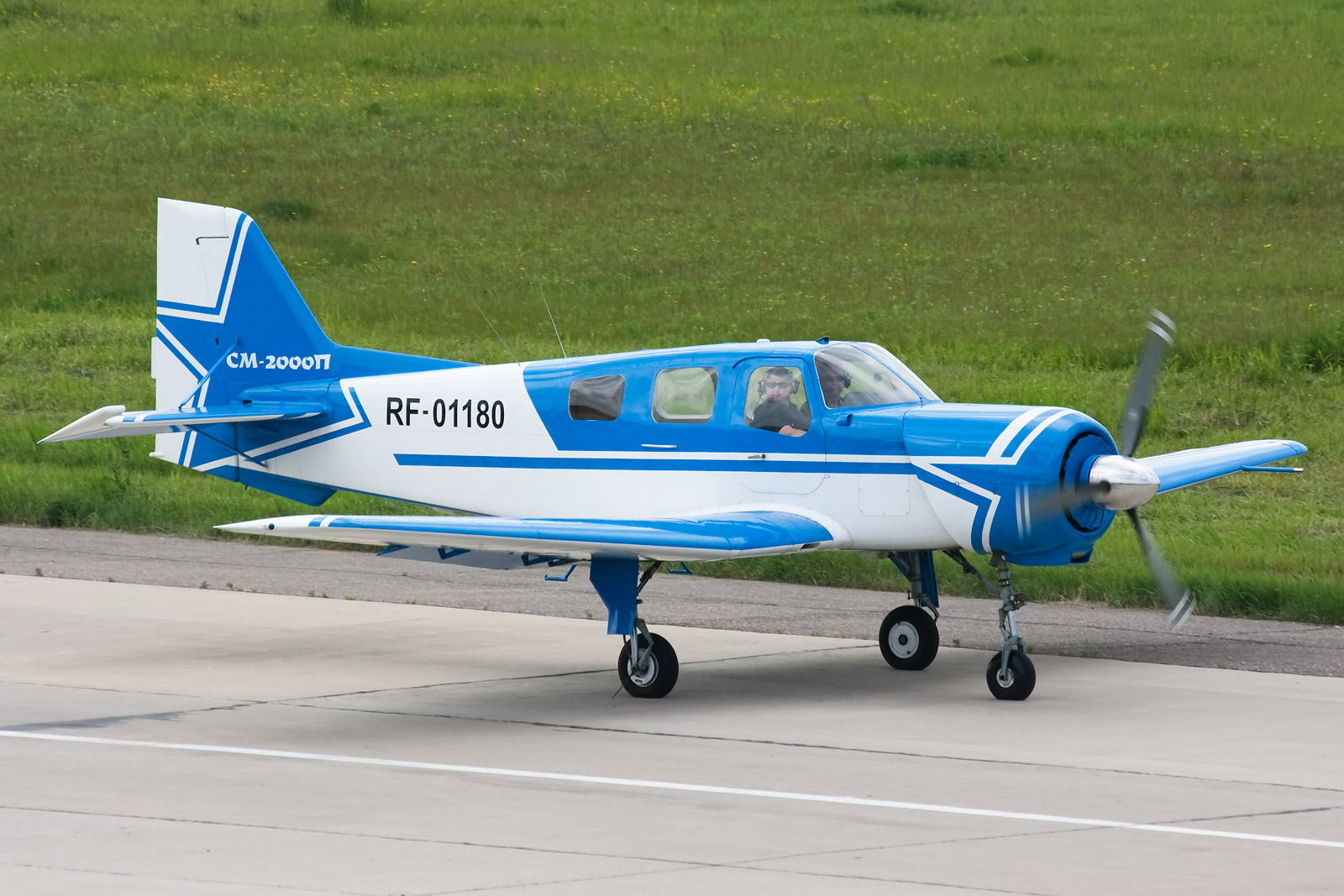
SM-2000.

Pour Smolensk Manufacture.